# Edgar de Jesús García Gil
Edgar de Jesús García Gil (Roldanillo, Valle del Cauca 13 de octubre de 1946) es un Obispo colombiano de la Iglesia católica. Fue Obispo Auxiliar de la Arquidiócesis de Cali y gobernó la sede episcopal de Montelíbano. El Papa Benedicto XVI lo nombró Obispo de Palmira el 24 de mayo de 2010, cargo que ocupó hasta el 31 de mayo de 2024. 
Vivió los primeros años de su vida en su natal Roldanillo y realizó su formación sacerdotal en el Seminario Mayor de Cali. En 1971 fue ordenado sacerdote en su pueblo natal, incardinándose a la diócesis de Cartago. Como presbítero fue profesor en el Seminario Menor de Cartago y vicario parroquial en Villa Rodas (1971); delegado para la Pastoral familiar diocesana (1972); desde 1973 hasta 1975, fue sucesivamente párroco en los municipios de Albán, El Cairo y Talaigua Nuevo Diócesis de Magangué; en 1976 regresó al Valle del Cauca y se desempeñó como Profesor del Seminario Mayor de Cali y titular de la Parroquia de San Jerónimo en Cartago.
Estudió Licenciatura en Teología Dogmática en la Pontificia Universidad Gregoriana de Roma. a partir de 1979, fue Rector del Colegio Diocesano Pablo VI y en 1984 del Seminario Mayor de Cartago. El 8 de julio de 1992, fue nombrado Obispo Auxiliar de Cali, recibiendo la ordenación episcopal el 8 de septiembre siguiente. En 2002 el Papa Juan Pablo II lo nombró Obispo de la Diócesis de Montelíbano y tomó posesión el 7 de diciembre del mismo año.